# Розконсервація запасів
Розконсервація запасів (рос. расконсервация запасов; англ. resumption of working the reserves; нім. Entkonservierung f der Vorräte) — комплекс заходів, який забезпечує відробку законсервованих запасів корисних копалин.
Передбачає виконання гірничих робіт у певній послідовності для залучення до експлуатації раніше законсервованих родовищ корисних копалин або їх ділянок, а також бортів кар'єрів або окремих їх уступів для забезпечення приросту запасів корисних копалин у контурах шахтних і кар'єрних полів, а також підвищення ефективності їх розробки. На кар'єрах уступи відпрацьовуються подовжніми, поперечними і діагональними західками, починаючи з верхнього уступу до нижнього.